# Karlheinz Blaschke
Karlheinz Blaschke (4. října 1927 Krásná Lípa – 25. prosince 2020, Moritzburg, místní část Friedewald) byl německý archivář a historik. Po znovusjednocení Německa sehrál rozhodující roli při obnově saské regionální historiografie jako svébytné vědní disciplíny. Od roku 1992 až do svého odchodu do důchodu v roce 1998 byl prvním profesorem na nově založené katedře saských zemských dějin na Technické univerzitě v Drážďanech. Blaschke se specializoval především na saský středověk a raný novověk, období reformace a vlády Mořice Saského.

## Život
Karlheinz Blaschke se narodil v severočeské Krásné Lípě v rodině strojního zámečníka, avšak vyrůstal v Lipsku. Za druhé světové války byl v letech 1943/44 pomocnou silou v rámci Luftwaffe, později sloužil ve válečném námořnictvu. Do června 1945 byl válečným zajatcem. V roce 1946 složil maturitu, v letech 1946–1950 studoval historii, germanistiku a latinu na Lipské univerzitě. Roku 1948 složil zkoušku pomocníka v zemědělství. V prosinci 1950 získal doktorát jako student Rudolfa Kötzschkeho za svou práci o pěti lipských univerzitních vesnicích. Poté nastoupil na praxi u Heinricha Otto Meisnera v postupimském Institutu pro archivní vědu. Jako oponent politického systému v NDR vystoupil Blaschke v roce 1956 z východoněmecké CDU.
Během jeho působení v Hlavním státním archivu v Drážďanech v letech 1951–1968 vznikl čtyřsvazkový seznam saského místopisu publikovaný v roce 1957. V roce 1962 se habilitoval prací o dějinách saské populace až do průmyslové revoluce na Lipské univerzitě, učitelská licence mu však udělena nebyla. Blaschke byl považován za „buržoazního historika na okraji NDR“, jenž se na rozdíl od svých marxistických kolegů nadále věnoval bádání na poli saských zemských dějin a vyhýbal se jejich politicky motivované náhražce v podobě marxistických regionálních dějin. Svou spolupráci na sborníku Přechod od feudalismu ke kapitalismu ukončil, jakmile byl požádán o ideologické přizpůsobení své stati o hustotě zalidnění v Sasku. Se svým otevřeně křesťanským postojem platil za nepříjemného kritického ducha, pro něhož se v prostředí státních vysokých škol neotevíraly žádné kariérní příležitosti.
V roce 1969 převzal Blaschke jedinou neteologickou docenturu na Teologickém semináři v Lipsku, což byla státem neuznaná vysoká škola provozovaná Evangelickou luterskou zemskou církví Saska. V roce 1990, kdy byla škola přejmenována na Církevní vysokou školu v Lipsku, byl Blaschkemu stejně jako několika dalším zdejším docentům udělen titul profesora. Učil zde až do uzavření školy v roce 1992. Kromě toho byl od roku 1990 honorárním profesorem na univerzitě v Marburgu.
Již v roce 1972 byl jmenován do chrámové kapituly Knížecího biskupství Míšeň, kde byl zvolen děkanem. Tento úřad zastával do roku 2003.
V roce 1991 byl Blaschke, jenž od roku 1990 obnovil své členství v CDU, jmenován hlavním vedoucím Referátu pro archivnictví při saském ministerstvu vnitra. Po ukončení jeho výstavby a vytvoření nových struktur saského archivnictví se vrátil k historickému bádání. V roce 1992, téměř ve věku 65 let, přijal profesuru na nově založené katedře saských zemských dějin na Technické univerzitě v Drážďanech. Toto místo zastával na základě zvláštního předpisu i po překročení věkové hranice až do své emeritace v roce 1998.
Blaschke získal řadu uznání a čestných členství ve vědeckých organizacích. V roce 1999 mu byl za jeho dílo propůjčen Záslužný řád Spolkové republiky Německo 1. třidy. Předtím roku 1997 mu byla udělena Saská ústavní medaile. V roce 1990 byl jmenován do Bavorské akademie věd, na členství v její historické komisi rezignoval roku 2019. Od roku 1991 byl členem filologicko-historické třídy Saské akademie věd. Sudetoněmecká akademie věd a umění ho v roce 1995 jmenovala řádným členem své třídy humanitních věd. Převážně z Blaschkeho iniciativy byla roku 1990 obnovena Hornolužická společnost věd. V letech 2000–2004 byl jejím prezidentem, roku 2008 byl za své služby jmenován jejím čestným členem.
Karlheinz Blaschke žil po více než 60 let v moritzburské místní části Friedewald, kde zemřel o Vánocích 2020 ve věku 93 let.

## Dílo
Ve svém vědeckém díle byl Blaschke zavázán svému učiteli Rudolfu Kötzschkemu, jenž mu podle jeho vlastních slov předal tradici saských zemských dějin. Ve svých dlouholetých projektech, jako byl saský místopis a systematická indexace úředních knih z 16. století, vyšel z návrhů, které v této oblasti vyslovil Kötzschke na počátku 20. století. Historický místopis Saska vyšel v knižní podobě roku 2006, později se objevil také v online verzi. Obsahuje historické a topografické informace o téměř 6000 saských lokalitách. V 90. letech usiloval tento historik o založení neuniverzitního ústavu, což se podařilo realizovat v roce 1997, kdy byl založen Institut saských dějin a etnografie. V letech 1997–2006 byl členem jeho vědecké rady, roku 1993 obnovil časopis Neue Archiv für Sächsische Geschichte, který přestal vycházet za druhé světové války.
Ve své habilitační práci zkoumal populační historii Saska od vrcholného středověku do roku 1831. Tato monografie zaměřená na daný prostor, obyvatelstvo a ekonomiku se neomezovala pouze na kvantifikaci, ale všímala si také historických kořenů současné saské populace. Výslednou tezí je to, že pro zdejší populační vývoj byl nejdůležitějším obdobím vrcholný středověk, v němž došlo k rozhodujícím změnám, které ukazují cestu do budoucnosti. Jeho další práce o saských správních dějinách jsou považovány za zásadní příspěvek k tomuto tématu. Blaschke byl redaktorem prvního svazku díla Geschichte Dresdens, u něhož odpovídal za historii města do třicetileté války. Již v roce 1990 pak publikoval dějiny Saska ve středověku.
Blaschkeho teorie o patronátu sv. Mikuláše z Myry, který měl sehrát důležitou roli při rozvoji urbanismu v 11. a 12. století, byla podrobena kritice. Jeho studie o Mořicovi Saském přispěly k přehodnocení historického přínosu tohoto kurfiřta, jenž byl jako „Jidáš z Míšně“ dlouho v opovržení.

## Výběrová bibliografie

### Monografie
- Lauter alte Akten : den von Formularen geplagten Zeitgenossen zum Trost, zur Belehrung und Erheiterung! Urania-Verlag, Leipzig/Jena 1956, (Dotisk původního vydání: BibSpider, Berlin 2008, ISBN 978-3-936960-31-0).
- Historisches Ortsverzeichnis von Sachsen. VEB Bibliographisches Institut, Leipzig 1957.
  - Historisches Ortsverzeichnis von Sachsen. Neuausgabe. 2 Halbbände. Leipziger Universitätsverlag GmbH, Leipzig 2006, ISBN 3-937209-15-8. Dostupné online
- Bevölkerungsgeschichte von Sachsen bis zur Industriellen Revolution. Böhlau Verlag, Weimar 1967, (Habilitatační spis, Leipzig 1962).
- Nikolaikirchen und Stadtentstehung in Europa. Von der Kaufmannssiedlung zur Stadt. Akademie Verlag, Berlin 2013, ISBN 978-3-05-005951-8. (spoluautor Uwe U. Jäschke)
- Sachsen im Zeitalter der Reformation (= Schriften des Vereins für Reformationsgeschichte. Band 185). Gütersloher Verlagshaus, Gütersloh 1970.
- Moritz von Sachsen : ein Reformationsfürst der zweiten Generation (= Persönlichkeit und Geschichte. Band 113). Muster-Schmidt Verlag, Zürich/Göttingen 1984, ISBN 3-7881-0113-X.
- Geschichte Sachsens im Mittelalter. Beck, München 1990, ISBN 3-406-31722-7; Union Verlag, Berlin 1990, ISBN 3-372-00076-5.
- Der Fürstenzug zu Dresden. Denkmal und Geschichte des Hauses Wettin. Urania Verlag, Leipzig 1991, ISBN 3-332-00377-1.
- Wittenberg, die Lutherstadt. 1. Aufl. Fotos von Volkmar Herre. Evangelische Verlags-Anstalt, Berlin 1977; naposledy: [5. Aufl.] Verlag für Kunstreproduktionen, Neustadt an der Aisch 1996.

### Edice
- Moritz von Sachsen – Ein Fürst der Reformationszeit zwischen Territorium und Reich. Internationales wissenschaftliches Kolloquium vom 26. bis 28. Juni in Freiberg (Sachsen) (= Quellen und Forschungen zur sächsischen Geschichte. Band 29). Sächsische Akademie der Wissenschaften, Leipzig 2007, ISBN 978-3-515-08982-1.
- Geschichte der Stadt Dresden. Band 1: Von den Anfängen bis zum Ende des Dreißigjährigen Krieges. Theiss, Stuttgart 2005, ISBN 978-3-8062-1906-7.